# 埃沃日
埃沃日（法語：Évosges，法語發音：[evoʒ] ⓘ）是法国东部安省的一个市镇，属于贝莱区。

## 地理
埃沃日（45°57'39"N, 5°29'53"E）面积12.08 平方千米，位于法国奥弗涅-罗讷-阿尔卑斯大区安省，该省份为法国东部省份，北起汝拉省，西北接索恩-卢瓦尔省，西接罗讷省和里昂大都会，南至伊泽尔省，东与萨瓦省、上萨瓦省和瑞士接壤。
与埃沃日接壤的市镇（或旧市镇、城区）包括：阿朗、阿尔日斯、沙莱、翁雪、特奈、普拉托多特维尔。

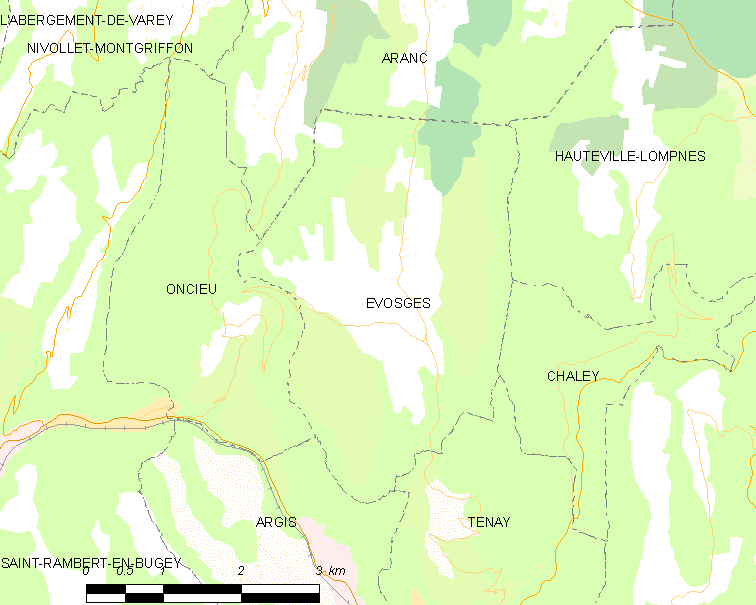
埃沃日的OSM定位图

埃沃日的时区为UTC+01:00、UTC+02:00（夏令时）。

## 行政
埃沃日的邮政编码为01230，INSEE市镇编码为01155。

## 政治
埃沃日所属的省级选区为普拉托多特维尔县。

## 人口

1962-2008年间埃沃日人口变化图示

埃沃日于2022年1月1日时的人口数量为143人。